# 구 함평성당
구 함평성당은 대한민국 전라남도 함평군 함평읍에 있는 건축물로 2004년 12월 31일 대한민국의 국가등록문화재 제117호로 지정되었다.

## 개요
이 건물은 1949년에 공사가 시작되었으나 도중 6.25 전쟁이 일어나 조선인민군에 의해 파괴되었다. 이후 1951년에 함평을 방문한 교황 사절단의 지원으로 공사가 다시 시작되어 1952년에 완공되었다. 1층에는 성당의 교육 및 사회적 공간으로, 2층에는 순수한 미사의 공간으로 구성하였다. 미사공간은 내부 공간의 분절이 없는 강당형이며, 정면 중앙에 솟아있는 8각 종탑이 특징적이다.

## 참고 자료
- 구 함평성당 - 국가유산청 국가유산포털